# Татарський Шелдаїс
Тата́рський Шелдаї́с (рос. Татарский Шелдаис) — село складі Спаського району Пензенської області, Росія.
Населення — 104 особи (2010; 134 у 2002).
Національний склад станом на 2002 рік:
- татари — 95 %